# Ió monoatòmic
Un ió monoatòmic ion és un ió que consta d'un o més àtoms d'un únic element (a diferència de l'ió poliatòmic, el qual consta de més d'un element en cada ió). Per exemple el carbonat de calci consta de l'ió monoatòmic Ca2+ i de l'ió poliatòmic CO₃2-. Un tipus I de compost binari iònic conté un metall (catió) que forma només un tipus d'ió. Un tipus II de compost iònic conté un metall que forma més d'un tipus d'ió, és a dir, ions amb diferent càrrega elèctrica.
| Tipus I de cations | Tipus I de cations |
| ------------------ | ------------------ |
| Hidrogen           | H+                 |
| Liti               | Li+                |
| Sodi               | Na+                |
| Potassi            | K+                 |
| Rubidi             | Rb+                |
| Cesi               | Cs+                |
| Magnesi            | Mg2+               |
| Calci              | Ca2+               |
| Estronci           | Sr2+               |
| Bari               | Ba2+               |
| Alumini            | Al3+               |
| Plata              | Ag+                |
| Zinc               | Zn2+               |

| Tipus II de cations | Tipus II de cations |
| ------------------- | ------------------- |
| Ferro (II)ferrós    | Fe2+                |
| Ferro (III)fèrric   | Fe3+                |
| Coure (II)cúpric    | Cu2+                |
| Coure (I)cuprós     | Cu+                 |

| Anions comuns | Anions comuns |
| ------------- | ------------- |
| hidrur        | H−            |
| fluorur       | F−            |
| clorur        | Cl−           |
| bromur        | Br−           |
| iodur         | I−            |
| òxid          | O2−           |
| sulfur        | S2−           |
| nitrur        | N3−           |
| fosfur        | P3−           |